# Eja
Eja es una freguesia portuguesa del concelho de Penafiel, con 4,66 km² de superficie y 1.198 habitantes (2001). Su densidad de población es de 257,1 hab/km².